# Pietro Pisano
Pietro Pisano (zm. 1144) – włoski kardynał, historyk i jurysta.

## Życiorys
Pochodził z Pizy i był skryptorem lub kapelanem papieża Paschalisa II. W kurii uchodził za jednego z najwybitniejszych znawców prawa kanonicznego i cieszył się wielkim autorytetem. Około 1113 Paschalis II mianował go kardynałem diakonem S. Adriano, a w 1117 kardynałem prezbiterem S. Susanna. W styczniu 1118 uczestniczył w wyborze Gelazjusza II. W 1118 był legatem papieskim w Toskanii. W trakcie podwójnej papieskiej elekcji w 1130 roku stanął po stronie Anakleta II, uznając, że dokonany przez zaledwie czterech kardynałów wybór Innocentego II był nielegalny. Jego opinia w tej mierze miała prawdopodobnie duży wpływ na kardynałów, z których większość stanęła po stronie Anakleta. Występuje jako świadek na dokumentach Anakleta II między 14 lutego a 10 grudnia 1130. W listopadzie 1137 był jednym z przedstawicieli Anakleta na negocjacjach w Salerno w sprawie zakończenia schizmy. Pod wpływem Bernarda z Clairvaux przeszedł na stronę Innocentego II. Mimo protestów Bernarda z Clairvaux na Drugim Soborze Laterańskim został pozbawiony godności kardynalskiej wraz z innymi byłymi stronnikami Anakleta II. Dopiero po śmierci Innocentego II nowy papież Celestyn II w drodze wyjątku, z uwagi na powszechny szacunek, jakim Pietro się cieszył, zgodził się na jego powtórne zaliczenie do grona kardynałów. Zmarł prawdopodobnie wiosną 1144.
Pietro Pisano jest autorem kilku żywotów papieży wchodzących w skład Liber Pontificalis.